# Zöld vonal

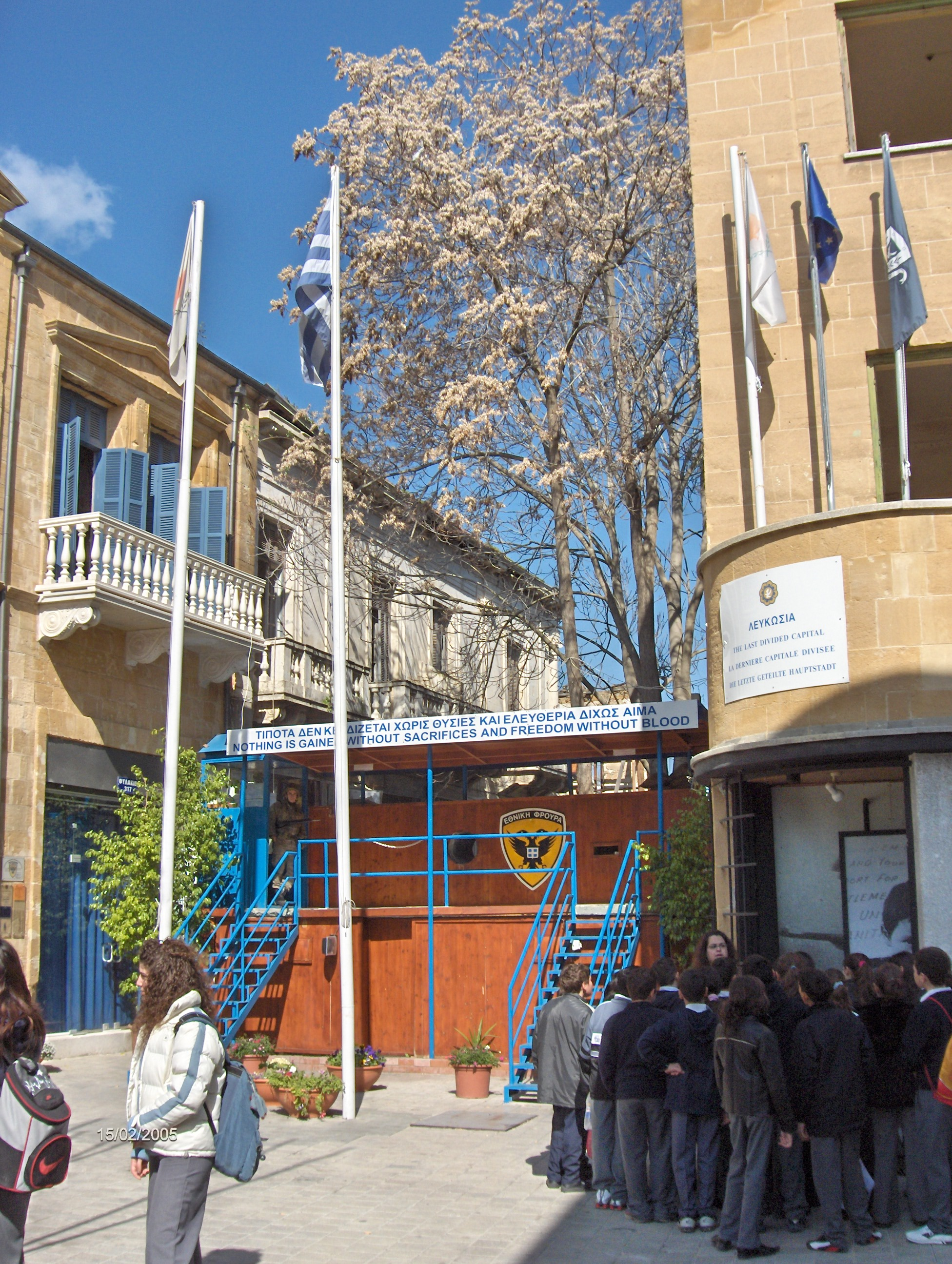
A Ledra utcai ellenőrző pont 2005-ben, az átkelő megnyitása előtt

A zöld vonal (görögül: Prászini Gramí [Πράσινη Γραμμή]; törökül: Yeşil Hat) a Ciprusi Köztársaságot kettéosztó tűzszüneti vonal, amelytől délre a Ciprusi Köztársaság által felügyelt területek, északra a csak Törökország által elismert Észak-Ciprusi Török Köztársaság nevű bábállam található.

## Története
A ciprusi függetlenség kikiáltása után létrejött köztársaság a görög- és török-ciprióták közötti 70% - 30% arányú hatalommegosztásra épült. Ám a felek már a kezdetektől sem tudták békésen rendezni az ország ügyeit és ez fegyveres összetűzésekhez vezetett. Ezért 1963 végén egy britekből álló kontingens létrehozására került sor III. Makariosz elnök hozzájárulásával. A kontingens vezetője Peter Young vezérőrnagy lett, aki a sziget térképén zöld filctollal jelölte be a két népcsoportot elválasztó határt, aminek a neve ebből eredően „Zöld Vonal” lett.
1964-ben a britek helyét ENSZ csapatok (UNFICYP - United Nations Force In Cyprus) vették át.
1974-ben az országban bekövetkezett görög-ciprióta katonai puccs hatására és a török kisebbség védelmére hivatkozva Törökország katonai agressziót hajtott végre Ciprus ellen és megszállta a sziget vonaltól északra eső területeit. Ezzel Ciprus 37%-a került megszállás alá, és a Zöld Vonal átjárhatatlan tűzszüneti vonallá lényegült át. Délről a törökök menekültek északra, míg északról gyakorlatilag az összes görög délre.
A Zöld Vonalnál 1974 után többször történt halálos összetűzés. Utoljára 1996-ban, amikor egy tüntetés során a vonalon átjutni próbáló görög-cipriótát, Tászosz Iszaákot agyonvertek a török-ciprióták, illetve két nappal később egy szintén görög-cipriótát Szolomósz Szolomút lőtték agyon a török oldalról, amikor megpróbált felmászni egy oszlopra, hogy letépjen egy észak-ciprusi zászlót. Az eseményekről számtalan fotó és videófelvétel készült, amelyek bejárták a világsajtót. Tászosz Iszaák meggyilkolása miatt később nemzetközi körözést adtak ki az észak-ciprusi bábállam „rendőrségének” egyik tagja és négy társa ellen. Szolomú gyilkosait szintén azonosították, de a felelősségre vonást mind ezidáig az Interpol körözés ellenére, Törökország segítségével elkerülték.

## Elhelyezkedése

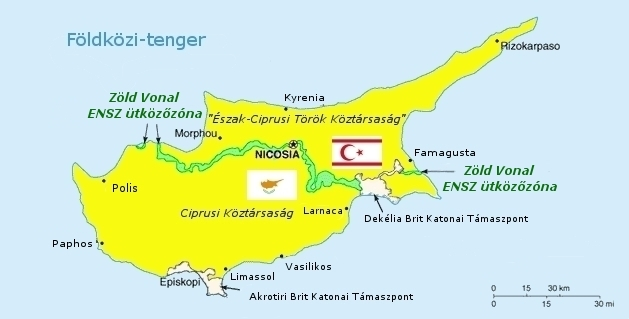
A Zöld Vonal

A zöld vonal megközelítőleg 180 kilométer hosszan osztja ketté a szigetet. A vonal nagyjából követi a Tróodosz-hegység északi vonalát, majd keresztülfut a fővároson, Nicosián, majd ismét a hegyek mentén délkeleti, majd keleti irányba fut, és Famagusta kikötővárosánál éri el a tengert.

## A vonal státusza
A demarkációs vonal hármas ellenőrzés alatt áll: északról Törökország csapatai, délről a ciprusi hadsereg ellenőrzi, míg a két felet egy ENSZ által kijelölt és az UNFICYP által ellenőrzött, 200-2000 méter szélességű ütközőzóna választja el.
Magyarország 84 katona állomásoztatásával vesz rész a ciprusi békefenntartó misszióban.
Az ütközőzóna területe nagyrészt megközelíthetetlen, elaknásított, ahova 1974 óta kizárólag az ENSZ-erők léphetnek be.

## Hatásai a mindennapi életre és a gazdaságra
Nicosia belvárosában jelentős katonai készültség érzékelhető mindkét oldalon, a katonai ellenőrzőpontok, őrtornyok jelentős számú turistát vonzanak. A görög hatóságok számos ponton biztosítanak lehetőséget a turistáknak, hogy áttekintsenek a falon a mindössze néhány méterre lévő, évtizedek óta aláaknázott és pusztuló utcákra, amelyeknek másik végén többnyire jól látható a török ellenőrző pont is.

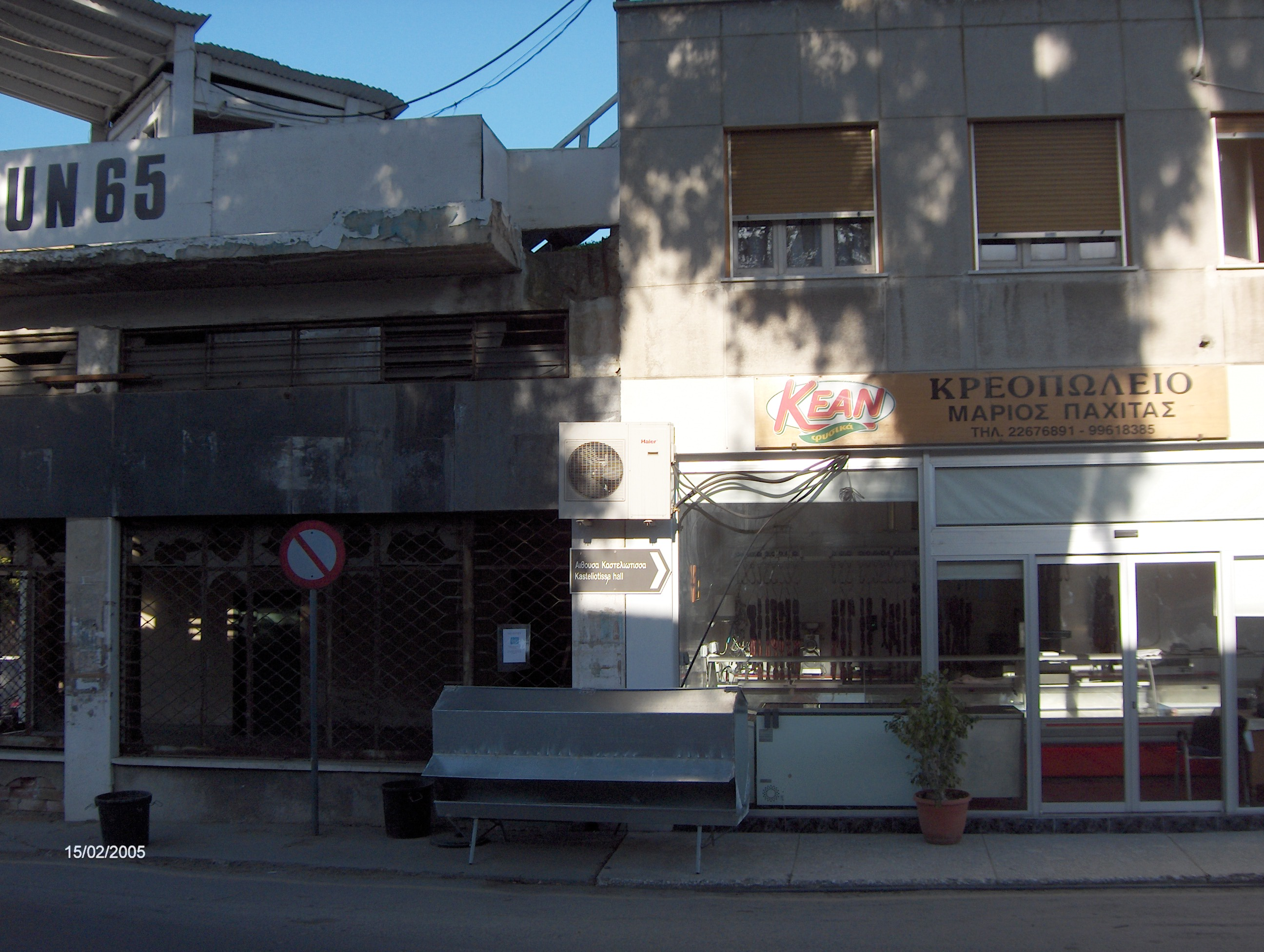
Elhagyott és valószínűleg elaknásított bolt ENSZ megfigyelő-állással balra, működő hentes és lakás jobbra. Nicosia, 2005

Az élet az elaknásított területektől néhány méterre újraindult, 1974 után az iparosok és kereskedők visszatértek a puffer zóna és a katonai lőállások mellé. A Zöld Vonal a város majdnem minden pontjáról felfedezhető, mivel a vonalat övező katonai ellenőrzőtornyok tetején messziről is jól láthatóak a szemben álló felek és az ENSZ demonstratívan elhelyezett zászlajai.
A sziget legjelentősebb kikötővárosa, Famagusta nagyrészt elnéptelenedett 1974 után, így Ciprus jelentős kikötői kapacitáshiánnyal küzd: a kikötő a megszállt területre került, így nemzetközileg nem elfogadott.
Mivel az északi területeket a nemzetközi közösség nem ismeri el, ott a kereskedelmi kapcsolatok alacsony volta és az idegenforgalom majdnem teljes hiánya miatt jelentősen magasabb a munkanélküliség és alacsonyabb az életszínvonal, mint a sziget déli, szabad felén. Északnak további károkat okoz, hogy Ciprus 2004-es EU-csatlakozása után a sziget megszállt részének EU-tagsága szünetel. A remélt újraegyesítés után a két terület közötti különbség komoly problémát jelenthet, ezért az Európai Unió igyekszik fejleszteni az északi gazdaságot. Az áruk szabad mozgásának hiánya is komoly károkat okoz mindkét fél gazdaságának. A felek az EU bevonásával igyekeznek a helyzetet enyhíteni, és liberalizálni a Zöld Vonalon keresztül zajló kereskedelmet.

## Jelenlegi helyzete, átkelők
A béketárgyalások eredményeként először 2003-ban nyitottak határátkelőt Nicosiában, a korábban a béketárgyalások helyszínéül szolgált Ledra Palace Hotel mellett. Idővel az átlépésre és a megszállt területeken tölthető időre vonatkozó szabályok is enyhültek.
Érzelmi jelentősége és nemzetközi híre volt 2008-ban a Ledra utcai átkelő megnyitásának, mivel ez Nicosia fő sétálóutcája, amelynek megosztottsága a város megosztottságának egyik jelképe volt.
Mivel az északi területeket csak Törökország ismeri el, a határátlépés után a turista hivatalosan nem számíthat jogi segítségre, noha komolyabb bűncselekményről eddig nem született beszámoló. Megnőtt ugyanakkor az északról illegálisan belépők száma, ami veszélyezteti a Ciprusi Köztársaság korábban kiváló közbiztonságát.

## Külső hivatkozások
- Az EU Bizottságának éves jelentései a Zöld Vonallal kapcsolatos 2004-es rendelet végrehajtásáról és az alkalmazásából adódó helyzetről
- A konfliktus és a Zöld Vonal története
- A HVG munkatársának beszámolója a határnyitásról a Worldpress.org oldalán